# UR-100N

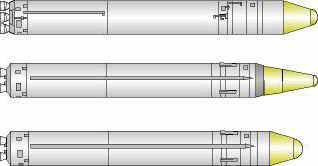
Rachetă SS-19

UR-100N (Denumirea NATO SS-19 Stiletto / cod industrial 15A30), este o rachetă balistică intercontinentală care a intrat în serviciu în Forțele de Rachete Strategice ale URSS în anul 1982. Racheta este dotată cu încărcături de luptă multiple dirijate independent MIRV și în Rusia sunt încă funcționale un număr finit de SS-19 .  
UR-100N
- Tip: Rachetă balistică intercontinentală;
- În serviciu: 1982–prezent;
- Utilizatori: Uniunea Sovietică / Federația Rusă;
- Producător: Uzina producătoare de mașini Khrunichev;

Caracteristici:
- Greutate: 105,6 tone;
- Lungime: 27 metri;
- Diametru: 2,5 metri;
- Încărcătură de luptă:	peste 6 vectori nucleari;
- Putere de explozie: 550 kilotone (Mod 3), 5 megatone (Mod 2);
- Motor: În două trepte, cu combustibil lichid;
- Rază de acțiune: 10.000 km;
- Sistem ghidare: inerțial;